# Torre de Goethe
La Torre de Goethe (del alemán: Goetheturm) es una torre de 43 metros construida de madera, que se encuentra en el borde sureste de la ciudad Fráncfort del Meno, en el bosque del barrio de Sachsenhausen. Es la quinta torre de observación en madera de mayor altura de Alemania, detrás de las torres de Magdeburg (Jahrtausendturm) con 60 metros y de Emmendingen (Torre del Eichberg) con 52 metros, mientras las torres Blumenthal y Kehl son de alturas parecidas (45 y 44 metros).

## Historia
En 1867, se construyó una torre de madera de 22 metros en el emplazamiento de la actual Torre de Goethe. Tras la Primera Guerra Mundial, la torre estaba muy deteriorada, y tuvo que ser desmontada.
En 1931 se reconstruyó la Torre de Goethe, gracias a la donación del empresario judío Gustav Gerst. La inauguración tuvo lugar en noviembre de 1931, poco antes de la conmemoración del centenario de la muerte de Goethe. La ciudad de Fráncfort aportó la madera para la torre, más de 170 m³ de madera de pino, haya y roble.

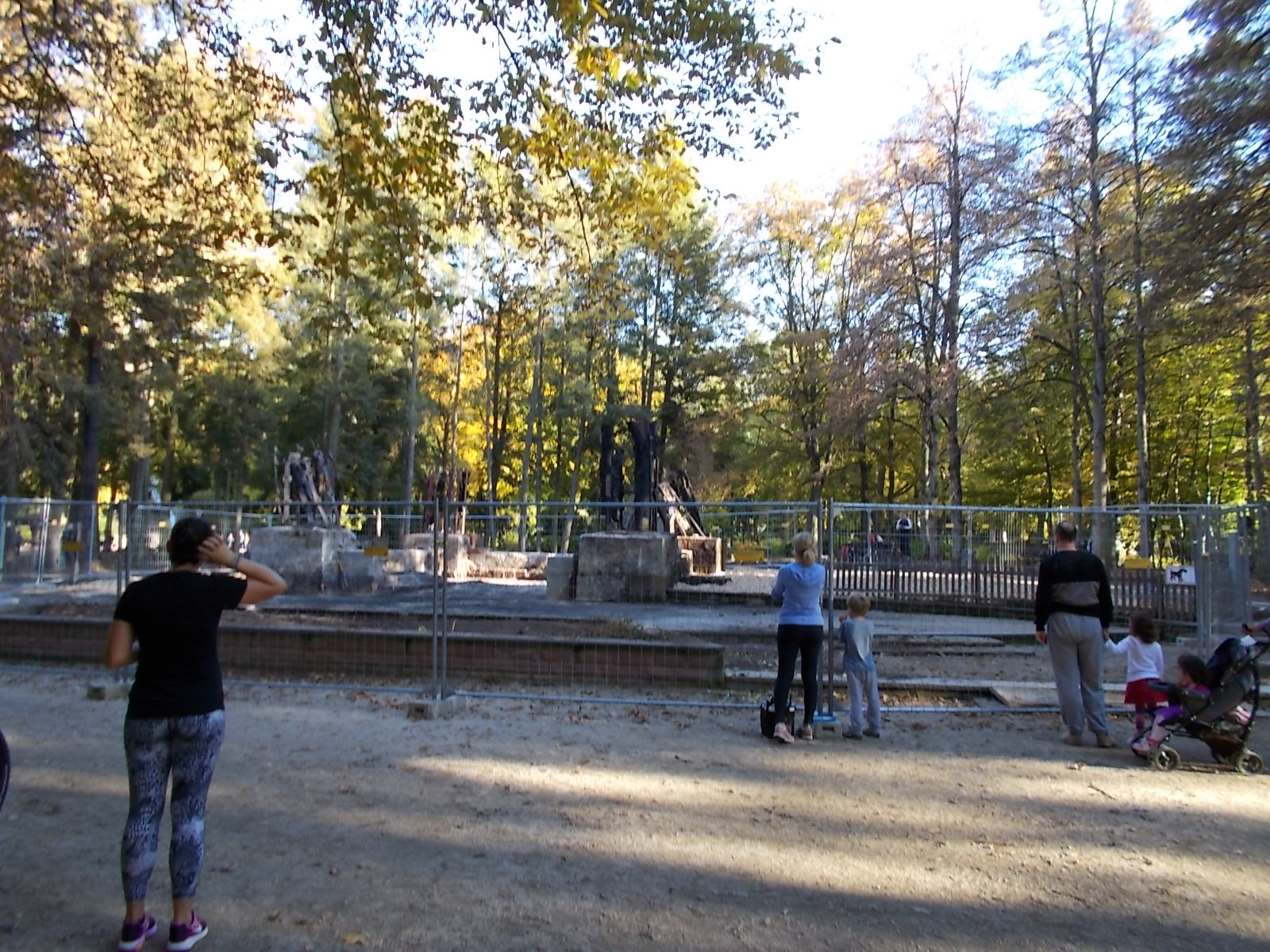
Restos de la torre tras el incendio de 2017.

En la madrugada del 12 de octubre de 2017, alrededor de las 3:10, los bomberos y la policía recibieron informes de un incendio en la torre. Los servicios de emergencias llegaron unos minutos después y descubrieron que la torre ya estaba en llamas. Los bomberos decidieron dejar que la torre ardiera de forma controlada debido al avanzado estado del incendio, y así poder concentrarse en la protección del entorno natural. Sobre las 4 de la madrugada, la torre se derrumbó.
En 2019 y 2020 se reconstruyó la Torre de Goethe exactamente con la forma de la torre de 1931. Se eligieron maderas de castaño de Asturias (España) y roble de la Selva Negra.
En el entorno de la antigua torre se puede encontrar una columna dórica griega con la inscripción "Arkadien, ein Königreich in Spartas Nachbarschaft" (Arcadia, un reino en la cercanía de Esparta). Esta columna es obra del artista escocés Ian Hamilton Finlay.
Es un lugar popular para pasar el día, especialmente para familias, puesto que alrededor de la torre se ha establecido un restaurante y un área de recreo.